# Kunice (district de Prague-Est)
Pour les articles homonymes, voir Kunice.
Kunice (en allemand : Kunitz) est une commune du district de Prague-Est, dans la région de Bohême-Centrale, en République tchèque. Sa population s'élevait à 1 652 habitants en 2020.

## Géographie
Kunice se trouve à 7 km au sud de Říčany, à 12 km à l'est-sud-est de Jesenice et à 23 km au sud-est du centre de Prague.
La commune est limitée par Strančice au nord, par Mnichovice et Mirošovice à l'est, par Pyšely au sud, et par Velké Popovice et Petříkov à l'ouest.

## Histoire
La première mention écrite de la localité date de 970.

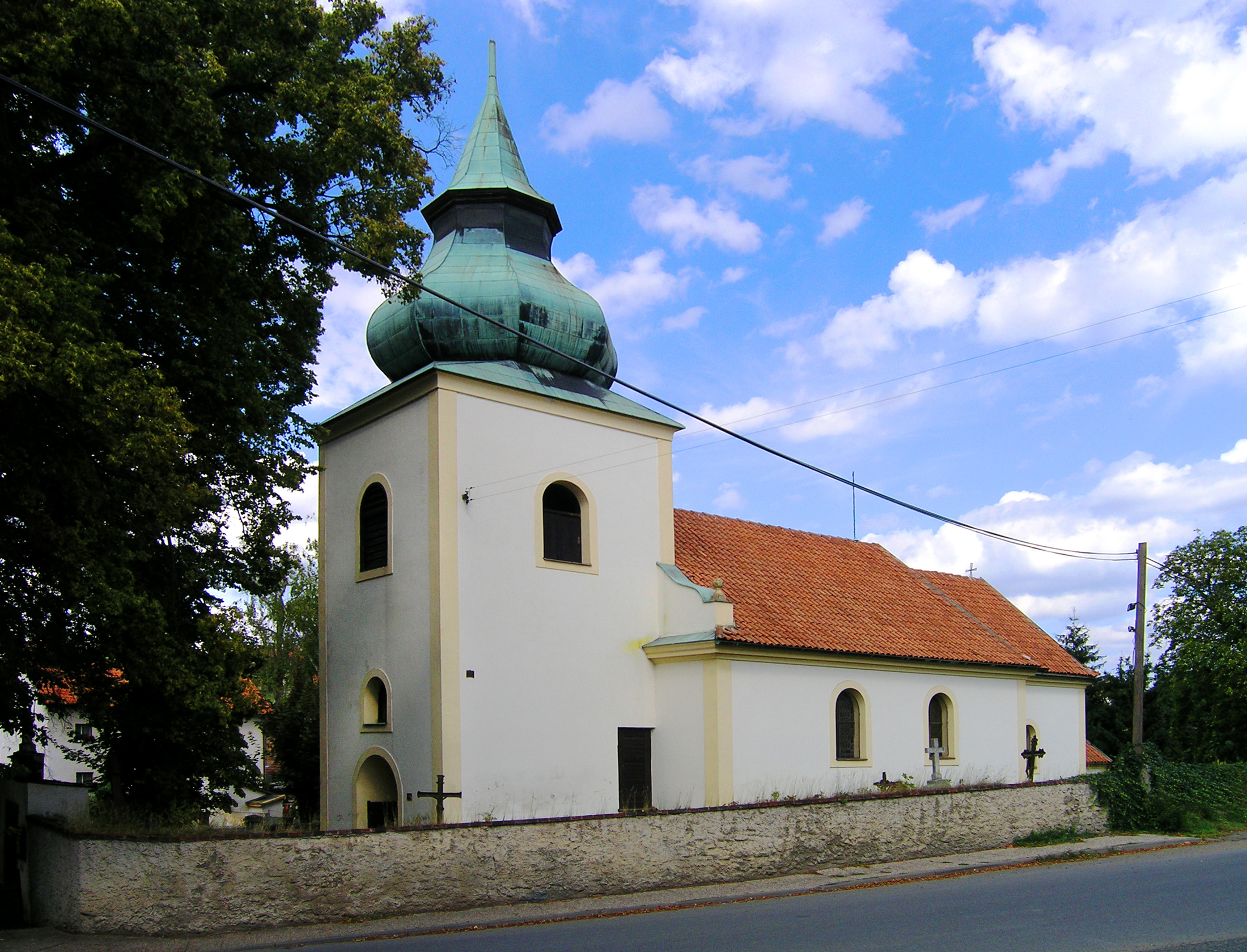
Église Sainte-Marie-Madeleine.

## Administration
La commune se compose de cinq quartiers
- Dolní Lomnice
- Horní Lomnice
- Kunice
- Vidovice
- Všešímy